# Bacorinho
Bacorinho es un cultivar de higuera tipo Higo Común Ficus carica unífera (con una sola cosecha por temporada, los higos-vindimos los higos de verano-otoño), de piel con color de fondo verde amarillo y con sobre color de tinte disperso violeta oscuro, presenta lenticelas verde claro. Se cultivan principalmente en Loulé en el Algarve, (Portugal).

## Sinonimias
- „White Madeira“ en Estados Unidos,[5][6][7][8]

## Historia
Dentro de la Unión Europea, España es, junto a Grecia y Portugal, el mayor productor de higos.
El cultivo extensivo de las higueras era tradicional en Portugal, especialmente en las regiones del Algarve, Moura, Torres Novas y Mirandela, así como en los archipiélagos de Madeira y de Azores. Se cosechaban los llamados « "figos vindimos" », que tenían como destino el mercado de los higos secos, para el consumo humano o industrial, pero también para la alimentación de los animales,
Era un higueral de baja densidad, entre 100 y 150 higueras por hectárea, con árboles de gran porte, baja productividad y mucha mano de obra. Todo esto, unido a la fuerte competencia de los higos provenientes del norte de África y Turquía, provocó un progresivo abandono de este cultivo.
Hoy día se está recuperando, pero orientada la producción para su consumo en fresco, imponiéndose variedades más productivas adaptadas a las exigencias y gustos del mercado, aumentando las densidades de plantación e incluso aportando la posibilidad de riego. La producción de higos para el mercado de fruta fresca tiene dos épocas distintas de producción. Una en mayo, junio y julio, que es la época de los « "figos lampos" » (brevas); y otra en agosto y septiembre, hasta las primeras lluvias, que es la época de los « "figos vindimos" » (higos).
La variedad 'Bacorinho' fue descrito por Bobone (1932), con ilustraciones, como una variedad portuguesa, cultivada comercialmente, ampliamente cultivada en Loulé, en el Algarve.

## Características
La higuera 'Bacorinho' es una variedad unífera (con una sola cosecha por temporada), del tipo Higo Común. Los higos son de un calibre grande.
Los árboles 'Bacorinho' tienen porte esparcido de ramas colgantes, con una tendencia alta de formación de rebrotes, de vigor medio, con yema apical cónica de tamaño medio, de color verde. Sus hojas predominantes son trilobuladas, con sus lóbulos palmeados, con bordes crenados, y la forma de la base cordiforme. Presenta una cosecha mediana de higos-vindimos que maduran a inicios de agosto, son de forma turbinada, fruto simétrico, con cuello grueso, y con pedúnculo muy corto, y fácil abscisión del pedúnculo, las escamas del pedúnculo muy pequeñas verde claro con un reborde marrón oscuro; piel lisa elástica brillante, con grietas longitudinales pocas y gruesas y grietas reticulares escasas y muy finas; con color de fondo verde amarillo y con sobre color de tinte disperso violeta oscuro, presenta lenticelas verde claro; tamaño del ostiolo grande, abertura ostiolar presente, escamas ostiolares grandes con contraste de color con el resto de la piel con un color marrón oscuro y un reborde festoneado de blanco; color del ancho receptáculo blanco; pulpa color carmín intenso; cavidad interna muy pequeña o ausente, con una cantidad de aquenios media, de tamaño medio; buenas cualidades organolépticas, de sabor dulce fundente jugoso; textura fina; calidad muy buena tanto para consumo en fresco como seco; Inicio de la maduración muy precoz; Tienen una manipulación razonable debido a su piel fina pero resistente.

## Cultivo
'Bacorinho' se trata de una variedad muy adaptada al cultivo de secano, con excelente producción de higos de buen tamaño y características que la hacen potencialmente muy atractiva para comercializar para su consumo en fresco y en seco. Se cultivan principalmente en Loulé, en el Algarve (Portugal),